# José Iturbi

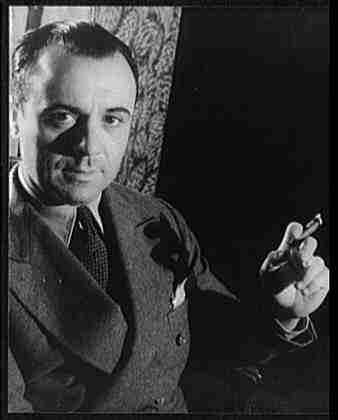
José Iturbi fotografiado por Carl van Vechten.

José Iturbi Báguena Valencia, 28 de noviembre de 1895 - Los Ángeles, 28 de junio de 1980) fue un pianista, compositor y director de orquesta español.

## Biografía
José Iturbi tuvo desde su nacimiento relación con la música. Hijo de encendedor de farolas de gas, destacó –desde muy temprana edad- por su afición y cualidades para la música. A la edad de cinco años recibió sus primeras lecciones de piano de doña María Jordán e ingresó cuatro años más tarde en el Conservatorio de Valencia. Se le conoció ya con edad muy temprana impartiendo clases y ofreciendo su música en algunas salas de cine mudo de Valencia
En 1911, se trasladó a París para estudiar en el conservatorio, siendo algunos de sus maestros más relevantes Joaquín Malats y Wanda Landowska, gracias todo ello a una beca concedida por la Diputación de Valencia.
En 1912 debutó en Horno de Alcedo cuando tenía 16 años contratado por la Sociedad Filarmónica de Valencia para sustituir a la pianista Marthe Lehman quien, por enfermedad, no pudo acompañar a quien luego sería su esposo, el violinista gallego Manuel Quiroga Losada, que fue compañero en París y con el que dio conciertos por España y Norteamérica.
Por este motivo, tocó el piano en Bilbao los días 21 y 22 de diciembre de 1912, año éste en que el valenciano se graduó con todos los honores en el Conservatorio de París. El triunfo del artista en Bilbao fue tal que al año siguiente, el 17 de noviembre de 1913, repitió actuación en el mismo escenario nombrándosele Socio de Honor de la Sociedad Filarmónica.
En 1918, fue profesor de piano en el Conservatorio de Ginebra, cargo que abandonó en 1923 para trasladarse a París y dedicarse de lleno a la carrera de concertista. Dio conciertos por Europa y América, destacando sus conciertos en la Sociedad Filarmónica de Valencia.
Comienza una carrera musical plagada de éxitos que le llevará a ofrecer recitales en las principales salas de conciertos de Europa. Su fama se internacionalizó con su presentación en 1929 en los Estados Unidos, donde decidió afincarse y consagrarse como director de orquesta. La Orquesta Iturbi, que él mismo fundó, la Filarmónica de Nueva York, la Orquesta de Filadelfia, la Orquesta Sinfónica de Chicago y la Orquesta Filarmónica de Rochester son algunas de las agrupaciones que tuvo a su cargo.
En 1942, amplió su trayectoria musical al ser reclamado por la productora Metro Goldwyn Mayer como pianista de comedias musicales. Así se inició la carrera cinematográfica de Iturbi, que se prolongaría durante siete películas y cinco años. La enorme fama que obtuvo a lo largo de películas musicales muy famosas lo hicieron acreedor a una de las estrellas del Paseo de la Fama en Hollywood, en el n.° 6834 del Hollywood Boulevard.
En 1944 viajó a la Ciudad de México, y en el Palacio de Bellas Artes estrenó el Concierto n.º 2 para piano y orquesta del maestro José F. Vásquez, acompañado por la Orquesta Sinfónica de la Universidad (hoy OFUNAM) bajo la batuta del maestro José Rocabruna.Sin embargo, a fines de la década de los 40, Valencia lo reclamó para apoyar el ascenso de la Orquesta Municipal de Valencia. La colaboración del maestro fue decisiva en la confirmación de esta agrupación como una de las más importantes orquestas sinfónicas del panorama musical español e internacional. En 1948 se le concedió la Gran Cruz de la Orden Civil de Alfonso X el Sabio. 
El 17 de abril de 1949, presentó en Madrid la Orquesta Municipal de Valencia. Los conciertos que durante varios días se celebraron en el Teatro Madrid, constituyeron el primer gran éxito nacional para los músicos valencianos. Así, el maestro Iturbi, de nuevo en su doble faceta de pianista y director, arrancó a la crítica madrileña un reconocimiento relevante. La Orquesta Municipal continuó su gira nacional por ciudades como Barcelona, Zaragoza, Alicante y Tarrasa cosechando grandes éxitos y dejando una profunda huella en los músicos valencianos.
El 24 de junio de ese mismo año (1949), José Iturbi regresó a su tierra para recibir el homenaje de sus músicos y del Ayuntamiento de Valencia, que, entre otros galardones, por su actitud de entrega y preocupación por la Orquesta Municipal de Valencia le hicieron acreedor del cargo de director honorario perpetuo de esta formación. En 1950, fue el promotor de la primera gira de una orquesta española en el extranjero. El acontecimiento tuvo un carácter muy especial para la Orquesta Municipal de Valencia, tanto por la importancia del evento como por el éxito obtenido.
La riada de 1957, que asoló la ciudad y muchos pueblos valencianos, motivó que Iturbi cancelara todos sus compromisos artísticos para ponerse al frente de la Orquesta Municipal y realizara una gira por España con el objetivo de recoger fondos para los damnificados. Con esta actuación, José Iturbi demostraría el cariño que profesaba a su tierra natal, a la que nunca olvidaría. Grabó un disco con la obra de su amigo Leopoldo Magenti Chelvi titulada Estampas Mediterráneas, dirigiendo la Orquesta de Valencia.

## Obra
Pianista, compositor y director de orquesta, José Iturbi se decantó, sobre todo, por su vertiente pianística, en la que desarrolló una técnica muy personal marcada por una precisión perfecta y nítida.
Su faceta como director quedó integrada con la de pianista al optar frecuentemente por la modalidad de solista-director: Iturbi dirigía la orquesta desde el piano mientras se interpretaban los conciertos. 
En su carrera artística, Iturbi no se limitó a un único estilo e interpretó a una gran variedad de compositores, como Beethoven, Mozart, Liszt, Chopin, Brahms, Schumann y Mendelssohn; eso sin olvidar sus raíces, ya que también llevó la música española por todo el mundo, tanto en su faceta de pianista como en la de director de orquesta: Isaac Albéniz, Enrique Granados y Manuel de Falla fueron algunos de los compositores que Iturbi incluyó en sus conciertos y recitales. 
Es también autor del arreglo para piano a dos manos de la Rhapsody in Blue, de George Gershwin.

## Iturbi en Hollywood
José Iturbi tuvo una destacada intervención en una decena de películas (incluyendo un par de cortometrajes de conciertos) que lo hicieron muy famoso en el mundo de las películas musicales de la época dorada de la Segunda Guerra Mundial y de la postguerra en Hollywood. 
Entre las películas con una destacada intervención de Iturbi pueden señalarse:
- Levando anclas, de 1945 (Anchors Aweigh)[1]
- Holiday in México[2]
- Sweethearts. José Iturbi acompaña al piano a Jeanette MacDonald en la canción Where there's love[3]
- Three daring daughters, donde actúa como protagonista junto a Jeanette MacDonald y Jane Powell. Junto a su hermana Amparo Iturbi[4] interpreta la Danza Ritual del Fuego de El Amor Brujo de Manuel de Falla[5]
- That Midnight Kiss, de 1949. José Iturbi interpreta la Fantasía Impromptu de Chopin con Mario Lanza[6]
- Thousands Cheer. José Iturbi interpreta un fragmento del concierto para piano de Grieg[7]

## Iturbi y Valencia
La ciudad de Valencia quiso subrayar los vínculos del músico con la ciudad dando su nombre al Conservatorio Municipal. También en Valencia, se celebra con carácter bienal un certamen internacional de piano: el Concurso Internacional de piano José Iturbi. Asimismo, la sala principal del Palau de la Música lleva también su nombre.